# سبق صحفي
في الصحافة، السبق الصحفي أو الحصري (بالإنجليزية: scoop)، هو خبر يتم نشره من قبل صحفي أو مؤسسة إخبارية قبل المصادر الأخرى، ويكون ذا محتوى استثنائي أو ذا أهمية أو مفاجأة أو إثارة أو سرية.
من المحتمل أن يثير السبق الصحفي اهتمام أو تهم الكثير من الناس. قد يكون السبق الصحفي قصة جديدة أو جانبًا جديدًا لقصة إخبارية حالية أو عاجلة. قد يكون غير متوقع، ومفاجئ، وسري، وقد يأتي من مصدر حصري. لا يمكن أن تصبح الأحداث التي يشهدها العديد من الأشخاص سبقًا صحفيًا (على سبيل المثال، كارثة طبيعية أو إعلان في مؤتمر صحفي). ومع ذلك، فإن المحتوى الإخباري الحصري ليس دائمًا سبقًا، لأنه قد لا يوفر الأهمية أو الإثارة المطلوبة. قد تُعرف القصة باسم السبق الصحفي بسبب تغيير تاريخي في منظور حدث معين. نظرًا لطبيعتها السرية، تعد الفضائح مصدرًا رئيسيًا للسبق الصحفي (على سبيل المثال، فضيحة ووترغيت لصحفيي واشنطن بوست وودوارد وبرنشتاين).
السبق الصحفي هو جزء من المعرفة الصحفية، وعادة ما تمنح الهيبة للصحفي أو المؤسسة الإخبارية.

## أصل الكلمة
كلمة سكوب المُترجمة بالإنجليزية من أصل أمريكي، تم توثيقها لأول مرة عام 1874.

## الاستخدام الممتد
بشكل عام، السبق الصحفي هو الاكتشاف الأول أو التقرير الأول لشيء مهم.
في بعض روايات التجسس لجون لو كاريه، يعتبر السبق الصحفي معلومات جديدة ذات أهمية إستراتيجية كبرى، وليست بالطبع مخصصة للنشر.
السبق الصحفي في المجتمع العلمي هو تقرير من مجموعة قبل الأخرى، مع إعطاء الأولوية العلمية لهم.